# シェイピング法
シェイピング法（シェイピングほう）とは、目的とする行動の変化（増加・減少）にたどり着くために、その方向で少しやりやすい変化をもたらす所から始め、徐々に目的に近づけて行くやり方。逐次接近法ともいう。バラス・スキナーによって開発された。
シェイピング法はオペラント条件づけにおいて、偶然の反応の生起（オペラント水準）が低い行動を形成するために行われる強化と消去を組み合わせた訓練法である。訓練対象となる生体の自発的な反応の中で生起頻度が高く目的（スキナー箱ではレバー押し）に適った反応を選び、報酬を充分に与えてその反応を強化する。次に、生起頻度が高まったところで強化を中止し消去する。消去を受けた生体は、強化されていた反応と似た反応をいろいろと行うようになり、反応のレパートリーを増やす。増えた反応の中で、今までの反応に近い反応のみを選び、強化・消去を行う。この訓練を繰り返すことで、目的とする行動を身に付けさせることができる。
行動療法では、患者に必要な目標行動の生起頻度が低い場合にシェイピング法が行われる。臨床場面におけるシェイピング法は、反応を生起させる手がかりを与えるプロンプティングと、反応の頻度の高まりと共に手がかりを撤去するフェイディングが併用されることが多い。